# Сантолина кипарисовидная
Сантоли́на кипарисови́дная (лат. Santolína chamaecyparíssus) — вид многолетних растений, относящийся к роду Сантолина (Santolina) семейства Сложноцветные (Asteraceae). Лектотип рода.
Декоративное и ароматическое растение, распространённое в Южной Европе.

## Ботаническое описание
Полукустарник, реже многолетнее травянистое растение, до метра высотой с резким запахом. Стебли прямостоячие или восходящие, зелёные или сероватые от опушения. Цветоносы под корзинкой обыкновенно безлистные. Листья 1—6 см длиной, на коротких, несколько расширенных в основании, черешках, линейные в очертании, с многочисленными длинными узкими зубцами до перисто-рассечённых (дольки также могут быть рассечёнными), покрыты густым спутанным матовым опушением и оттого сероватые.
Корзинки одиночные на верхушке стебля и веточек. Обёртка 6—10 мм в диаметре, полушаровидная, листочки её ланцетные до яйцевидных, килеватые, с войлочным опушением, внутренние — с закруглённой изорванной верхушкой. Цветки трубчатые, ярко-жёлтые до кремовых, 3—5 мм длиной.
Семянки 1,5—2 мм длиной, с четырьмя продольными рёбрами, лишённые хохолка.

## Распространение
В природе встречается в Западном и Центральном Средиземноморье, на востоке доходит до Далмации.
Активно культивируется в качестве декоративного (бордюрного) и ароматического растения, иногда дичает.
В Ираке культивируется в медицинских целях. Также может использоваться в качестве инсектицида для борьбы с молью.

## Таксономия

### Синонимы
Гомотипные:
- Abrotanum foemina Garsault, 1764, nom. inval.
- Santolina brevidentata Stokes, 1812, nom. superfl.
- Santolina cupressiformis Lam., 1779, nom. superfl.
- Santolina dentata Moench, 1794, nom. illeg.
- Santolina pallida Salisb., 1796, nom. superfl.

Гетеротипные:
- Santolina marchii Arrigoni, 1977
- Santolina villosissima Poir., 1805